# Airaphilus syriacus
Airaphilus syriacus is een keversoort uit de familie spitshalskevers (Silvanidae). De wetenschappelijke naam van de soort werd in 1874 gepubliceerd door Antoine Henri Grouvelle.